# Philagathos von Cerami
Philagathos von Cerami († bald nach 1189) war ein griechischer Mönch und Prediger in Süditalien.
In Süditalien geboren und auf den Namen Philippos getauft, vielleicht in Konstantinopel ausgebildet, wurde er unter dem Namen Philagathos Mönch in dem von Bartholomaios von Simeri († 1130) erneuerten Kloster S. Maria Hodogetria (Νέα ΄Οδηγήτρια, Patìr, Patirion) bei Rossano. 
Philagathos machten sich im Normannenreich vor allem als Prediger einen Namen, predigte unter anderem in Reggio, Taormina, Messina und Palermo. Eine Sammlung seiner Predigten wurde  um 1250 von einem Ungenannten in Konstantinopel entsprechend dem Ablauf des Kirchenjahres neu geordnet und unter dem  Namen eines unhistorischen Kerameus von Taormina verbreitet. In dieser Form erlangte das „Italogriechische Homilar“ (A. Ehrhard) große Verbreitung.   
Im Alter verfasste Philagathos eine Auslegung der Aithiopiká des Heliodor.